# Интегрированный временной ряд
Интегрированный временной ряд — нестационарный временной ряд, разности некоторого порядка от которого являются стационарным временным рядом. Такие ряды также называют разностно-стационарными (DS-рядами, Difference Stationary). Примером интегрированного временного ряда является случайное блуждание, часто используемое при моделировании финансовых временных рядов.

## Определение
Для определения интегрированных временных рядов необходимо определить класс временных рядов, называемых стационарными относительно тренда рядами (TS-рядами, trend stationary). Ряд {\displaystyle x_{t}} называется TS-рядом, если существует некоторая детерминированная функция f(t), такая что разность {\displaystyle x_{t}-f(t)} является стационарным процессом. В частности, к TS-рядам относятся все стационарные ряды. Однако, многие TS-ряды являются нестационарными. К TS рядам относится, например, также модель линейного (детерминированного) тренда {\displaystyle x_{t}=a+bt+\varepsilon _{t}} где ошибка модели — стационарный процесс (обычно белый шум).
Временной {\displaystyle X_{t}} ряд называется интегрированным порядка k (обычно пишут {\displaystyle X_{t}\sim I(k)}), если разности ряда k-го порядка {\displaystyle \vartriangle ^{k}x_{t}} — являются стационарными, в то время как разности меньшего порядка (включая нулевого порядка, то есть сам временной ряд) не являются TS-рядами. В частности I(0)-это стационарный процесс.

## Пример
Рассмотрим пример — процесс случайного блуждания со сносом (дрейфом) — интегрированный процесс первого порядка {\displaystyle I(1)}
{\displaystyle x_{t}=a+x_{t-1}+\varepsilon _{t}}
где случайная ошибка модели — белый шум.
Первые разности временного ряда, очевидно, являются стационарными. Представим модель в несколько иной форме:
{\displaystyle x_{t}=a+x_{t-1}+\varepsilon _{t}=a+a+x_{t-2}+\varepsilon _{t-1}+\varepsilon _{t}=a+a+a+x_{t-3}+\varepsilon _{t-2}+\varepsilon _{t-1}+\varepsilon _{t}=...=x_{0}+at+\sum _{i=1}^{t}\varepsilon _{i}}
Таким образом, случайное блуждание с дрейфом внешне похоже на модель линейного тренда с одной очень существенной разницей — дисперсия ошибки модели {\displaystyle V(\sum _{i=1}^{t}\varepsilon _{i})=t\sigma ^{2}} пропорциональна времени, то есть со временем стремится к бесконечности. Притом, что математическое ожидание случайной ошибки равно нулю. Если даже применить к временному ряду процедуру исключения линейного (детерминированного) тренда, то получим все равно нестационарный процесс — стохастический тренд.

## Интегрированность и единичные корни
Понятие интегрированного временного ряда тесно связано с единичными корнями в авторегрессионных моделях. Наличие единичных корней в характеристическом полиноме авторегрессионной составляющей модели временного ряда означает интегрированность временного ряда. Причем количество единичных корней совпадает с порядком интегрированности.